# Vitolio Tipotio
Vitoli Tipotio (ur. 17 lipca 1975 w Uvea) – francuski lekkoatleta specjalizujący się w rzucie oszczepem.
Złoty medalista igrzysk śródziemnomorskich w 2005 roku. Uzyskał wówczas wynik 75,20. W tym samym roku zajął 4. lokatę superlidze pucharu Europy we Florencji, dwa lata później zajął 2. miejsce podczas tej imprezy, tym razem rozgrywanej w Monachium. Dwa razy startował w zimowym pucharze Europy w rzutach - Mersin 2005 (4. miejsce z wynikiem 76,46) oraz Tel Awiw 2006. Mistrz Francji z 2006, 2007 oraz 2009 roku. Rekord życiowy: 80,34 (14 lipca 2002, Saint-Étienne).